# Gruppo Sportivo Motori Alimentatori Trasformatori Elettrici Roma 1941-1942
Questa voce raccoglie le informazioni riguardanti la Gruppo Sportivo Motori Alimentatori Trasformatori Elettrici Roma nelle competizioni ufficiali della stagione 1941-1942.

## Rosa
| N. |                   | Ruolo | Calciatore          |
| -- | ----------------- | ----- | ------------------- |
|    | Italia (bandiera) | C     | Giovanni Battioni   |
|    | Italia (bandiera) | C     | Fulvio Bernardini   |
|    | Italia (bandiera) | C     | Giancarlo Bossi     |
|    | Italia (bandiera) | C     | Nazzareno Celestini |
|    | Italia (bandiera) | A     | Dandolo Flumini     |
|    | Italia (bandiera) | D     | Glauco Ippolito     |
|    | Italia (bandiera) | C     | Balilla Lombardi    |
|    | Italia (bandiera) | D     | Renaud Lucentini    |

| N. |                   | Ruolo | Calciatore      |
| -- | ----------------- | ----- | --------------- |
|    | Italia (bandiera) | P     | A. Mascarelli   |
|    | Italia (bandiera) | C     | Fernando Napoli |
|    | Italia (bandiera) | A     | Marcello Pieri  |
|    | Italia (bandiera) | C     | Nicola Pieri    |
|    | Italia (bandiera) | A     | Bruno Pisani    |
|    | Italia (bandiera) | D     | Carlo Sabatini  |
|    | Italia (bandiera) | P     | Giovanni Zenaro |

## Risultati

### Serie C

#### Girone E

##### Girone di andata
| Arbitro: | Pera |

|                    |           |                                                   |
| Ferrari 60’ (rig.) | Marcatori | 9’ Bernardini 22’ Lombardi 65’ (rig.), 75’ Pisani |

| Arbitro: | Goracci (Firenze) |

|                                      |           |              |
| Lombardi 25’, 86’ Pieri III 50’, 57’ | Marcatori | 73’ Calcagno |

| Arbitro: | Catalucci (Firenze) |

|  |           |                                            |
|  | Marcatori | 59’, 84’ Pisani 61’ Lombardi 88’ Pieri III |

| 16 novembre 1941 4ª giornata |  | – Turno di riposo |  |  |

| Arbitro: | Costantino |

|                                                                |           |                          |
| Pisani 17’, 51’, 75’ Bruni 26’ Pieri III 30’, 35’ Lombardi 60’ | Marcatori | 18’ Berardi 85’ Torgioni |

| Pontedera 30 novembre 1941 6ª giornata | Pontedera  | 0 – 0 referto | MATER | \| Arbitro: \| Panciatici \| |
| Arbitro:                               | Panciatici |               |       |                              |

| Arbitro: | Di Giovanni |

|                                                                   |           |  |
| Celestini 18’ Flumini 25’, 27’ Pisani 32’, 70’ Pieri III 63’, 77’ | Marcatori |  |

| Arbitro: | Cambi (Livorno) |

|                            |           |                   |
| Maggi 18’ Bossi 69’ (aut.) | Marcatori | 45’ (rig.) Pisani |

| Arbitro: | Albanese |

|                       |           |             |
| Bossi 60’ Flumini 87’ | Marcatori | 20’ Mantero |

| Arbitro: | Martelli |

|                                     |           |                                    |
| Bartolini 24’ Soldi 55’ Mariani 61’ | Marcatori | 19’ Flumini 57’, 83’ (rig.) Pisani |

| Arbitro: | Cambi (Livorno) |

|               |           |  |
| Celestini 50’ | Marcatori |  |

| Arbitro: | Cambi (Livorno) |

|                      |           |                           |
| Fiore 40’ Urilli 55’ | Marcatori | 2’ Pieri III 20’ Lombardi |

| Arbitro: | Cortesani |

|                                                            |           |  |
| Pisani 22’ Bossi 27’ Pieri III 60’, 67’, 69’ Celestini 74’ | Marcatori |  |

| Arbitro: | Bianchi |

|                                       |           |                   |
| Tossio 23’ (rig.) Luschi 48’ Cini 68’ | Marcatori | 45’ (rig.) Pisani |

| Roma 31 gennaio 1942 15ª giornata | MATER | 7 – 2 | Empoli | Motovelodromo Appio |

##### Girone di ritorno
| Arbitro: | Favero |

|                             |           |  |
| Bernardini 36’ Lombardi 49’ | Marcatori |  |

| Arbitro: | Cambi (Livorno) |

|  |           |                  |
|  | Marcatori | ?’, 65’ Lombardi |

| Arbitro: | Pizziolo (Firenze) |

|                                                      |           |  |
| Longobardi 6’, 12’, 65’ Pieri III 20’ Bernardini 71’ | Marcatori |  |

| 8 marzo 1942 19ª giornata |  | – Turno di riposo |  |  |

| Arbitro: | Liotti |

|                               |           |                                                                                    |
| Bellinato 55’ (rig.) Boni 60’ | Marcatori | 7’ Pisani 12’, ?’ Bernardini 17’ Pieri III 35’ Celestini 38’ Longobardi ?’ Flumini |

| Roma 21 marzo 1942 21ª giornata | MATER | 6 – 1 | Pontedera | Motovelodromo Appio |

| Arbitro: | Zilli (Reggio Emilia) |

|                |           |                                   |
| Scaramagli 28’ | Marcatori | 20’ Bernardini 30’, 63’ Pieri III |

| Arbitro: | Piselli |

|                                                          |           |                             |
| Bernardini 12’ Sabatini 50’ Lombardi 65’ Pisani 73’, 80’ | Marcatori | 2’ Nardini 30’ Giannecchini |

| La Spezia 3 maggio 1942 24ª giornata | Dipendenti Municipali | 1 – 3 | MATER |  |

| Roma 10 maggio 1942 25ª giornata | MATER | 4 – 1 | Orbetello | Motovelodromo Appio |

| Perugia 17 maggio 1942 26ª giornata | Perugia | 2 – 2 | MATER |  |

| Roma 24 maggio 1942 27ª giornata | MATER | 0 – 2 | Alba Motor | Motovelodromo Appio |

| San Giovanni Valdarno 31 maggio 1942 28ª giornata | San Giovanni Valdarno | 1 – 3 | MATER |  |

| Roma 7 giugno 1942 29ª giornata | MATER | 9 – 0 | Cecina | Motovelodromo Appio |

| Empoli 14 giugno 1942 30ª giornata | Empoli | 2 – 3 | MATER |  |

#### Girone finale A

##### Girone di andata
| Arbitro: | Scotti (Taranto) |

|                                              |           |  |
| Flumini 3’, 67’ Pieri III 61’ Bernardini 77’ | Marcatori |  |

| Arbitro: | Mattea (Torino) |

|                                 |           |            |
| Moretti 12’ Battioni 64’ (aut.) | Marcatori | 48’ Pisani |

| 19 luglio 1942 3ª giornata |  | – Turno di riposo |  |  |

##### Girone di ritorno
| Arbitro: | Scorzoni (Bologna) |

|                             |           |            |
| Pavesi 35’, 65’ Auletta 38’ | Marcatori | 77’ Pisani |

| Arbitro: | Ciamberlini (Genova) |

|                          |           |  |
| Pieri 33’ Bernardini 44’ | Marcatori |  |

| 9 agosto 1942 6ª giornata |  | – Turno di riposo |  |  |